# پارک طبیعی فوگو
پارک طبیعی فوگو (پرتغالی: Parque Natural do Fogo)، در جزیره فوگو، دماغه سبز، یکی از ده «پارک‌های طبیعی» در کشور کیپ ورد است. مساحت این منطقه حفاظت‌شده ۸۴٫۶۹ کیلومتر مربع (۳۲٫۷۰ مایل مربع) است، که ۱۷٫۸٪ از مساحت کل جزیره را تشکیل می‌دهد. ۵۰٪ از پارک در محدوده شهرداری سانتا کاتارینا دو فوگو، ۲۸٪ در شهرداری موستریروس، دماغه سبز و ۲۲٪ در سائو فیلیپه (دماغه سبز) قرار دارد. این پارک طبیعی در داخل جزیره قرار دارد و شامل آتشفشان پیکو دو فوگو، دهانه آن و لبه دهانه (Bordeira) و جنگل مونته وله است. آتشفشان فعال است و آخرین فوران آن در ۲۰۱۴–۱۵ بود.

## زیست‌بوم
منطقه آتشفشانی فوگو یک منطقه مهم پرندگان است. گونه‌های کلیدی پرندگان شامل مرغ باران فی، کبوتردریایی بوید و بادخورک دماغه سبز هستند. اقیانوس اطراف جزیره فوگو نیز یک منطقه مهم پرندگان است که مساحتی معادل ۲٬۴۷۳ کیلومتر مربع (۹۵۵ مایل مربع) دارد.
گیاهان بومی Echium vulcanorum (گونه در خطر انقراض) و Erysimum caboverdeanum (در بحران انقراض) تنها در لبه دهانه بیرونی آتشفشان فوگو یافت می‌شوند.